# جيمس راي
جيمس راي (بالإنجليزية: Johnnie Ray) (و. 1927 – 1990 م) هو مغني، وكاتب أغاني، وملحن، وممثل تلفزي، وممثل أفلام أمريكي، ولد في دالاس، يستخدم آلات بيانو، توفي في لوس أنجلوس، عن عمر يناهز 63 عاماً، بسبب تشمع الكبد.

## التعليم
تعلم في Franklin High School (Portland, Oregon) ‏.

## وصلات خارجية
- جيمس راي على موقع IMDb (الإنجليزية)
- جيمس راي على موقع روتن توميتوز (الإنجليزية)
- جيمس راي على موقع ميوزك برينز (الإنجليزية)
- جيمس راي على موقع إن إن دي بي (الإنجليزية)
- جيمس راي على موقع أول ميوزيك (الإنجليزية)
- جيمس راي على موقع ديسكوغز (الإنجليزية)
- جيمس راي على موقع قاعدة بيانات الفيلم (الإنجليزية)

- جيمس راي في قاعدة بيانات الأفلام على الإنترنت